# アヒオシリバ
アヒオ シリバ（英語名：Silvia Ahio、1986年10月5日 - ）は、ニュージーランド出身のラグビー選手。旧名シリバ・アヒオ。

## プロフィール
- ポジションはセンター(CTB)、フルバック(FB)。
- 身長 176cm、体重 102kg
- ニックネームはパンダ、リバ。
- 7人制日本代表に選出されたことがある[2]。
- 日本国籍を取得している[3]。

## 略歴
2006年、ウェスレイカレッジ卒業後、立正大学に入る。
2010年、立正大学卒業後、福岡サニックスブルース（現・宗像サニックスブルース）に加入。同年11月27日に行われたジャパンラグビートップリーグ第8節のヤマハ発動機ジュビロ戦に途中出場で公式戦初出場を果たす。
2019年、宗像サニックスブルースを退団した。